# Satyrium (djur)
Satyrium är ett släkte av fjärilar som beskrevs av Samuel Hubbard Scudder 1876. Satyrium ingår i familjen juvelvingar.
Det vetenskapliga släktnamnet kommer från satyrerna i den grekiska mytologin. Det syftar på fjärilarnas och satyrernas rörelsesätt som liknar dans. De flesta arter har utväxter vid bakvingen som liknar svansar. Arterna förekommer i den nordliga tempererade zonen. Larverna äter blad av ekar, viden, från släktet Ceanothus, av prunusar, av arter från häggmispelsläktet och av andra träd och buskar.
Arter enligt Catalogue of Life och Dyntaxa:
- Satyrium auretorum
- Satyrium borealis
- Satyrium calanus
- Satyrium fuliginosa
- krattsnabbvinge
- Satyrium immaculata
- Satyrium inorata
- busksnabbvinge
- Satyrium semiluna
- Satyrium suasa
- almsnabbvinge
- Satyrium wittfeldi

## Bildgalleri

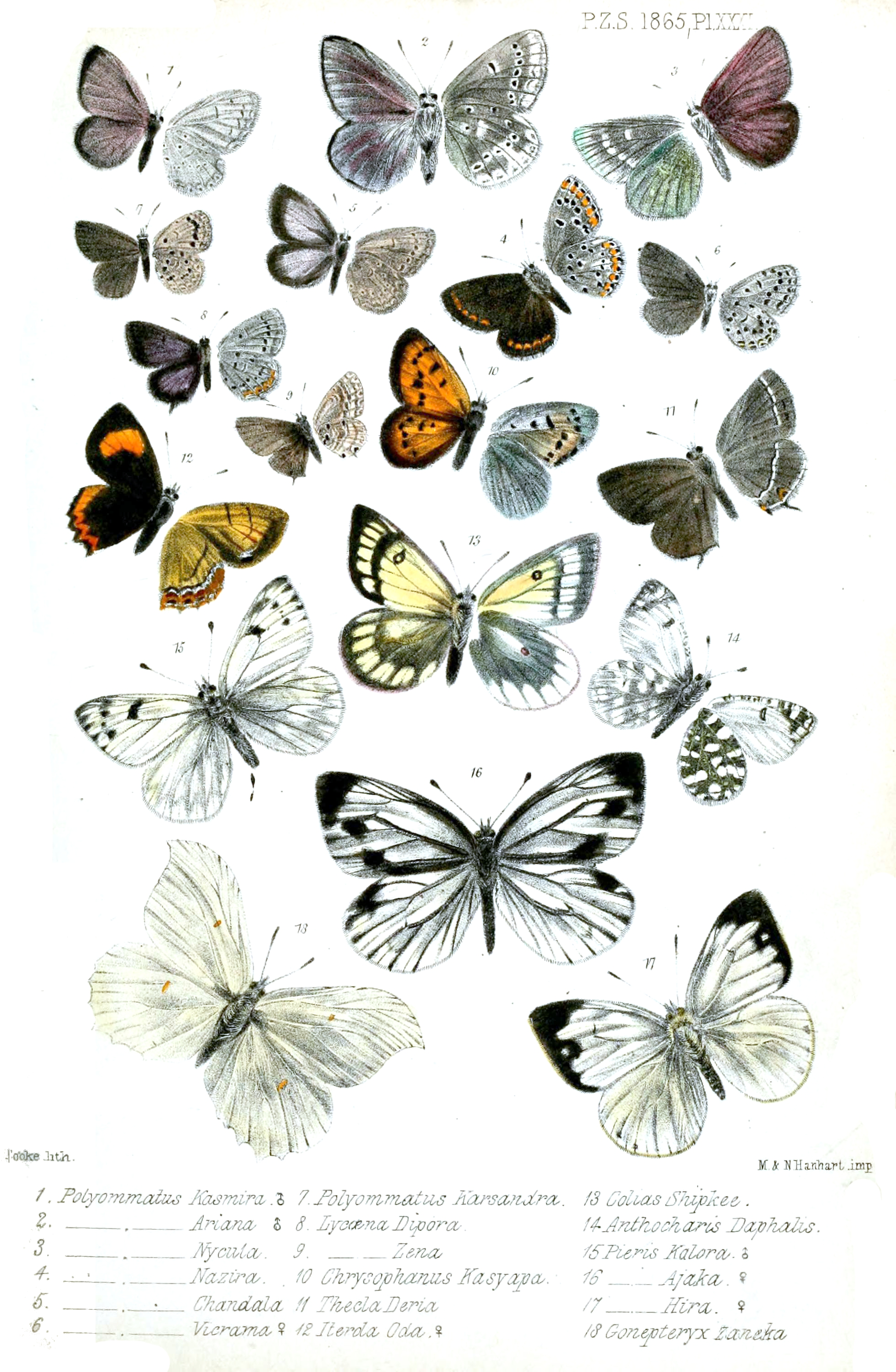
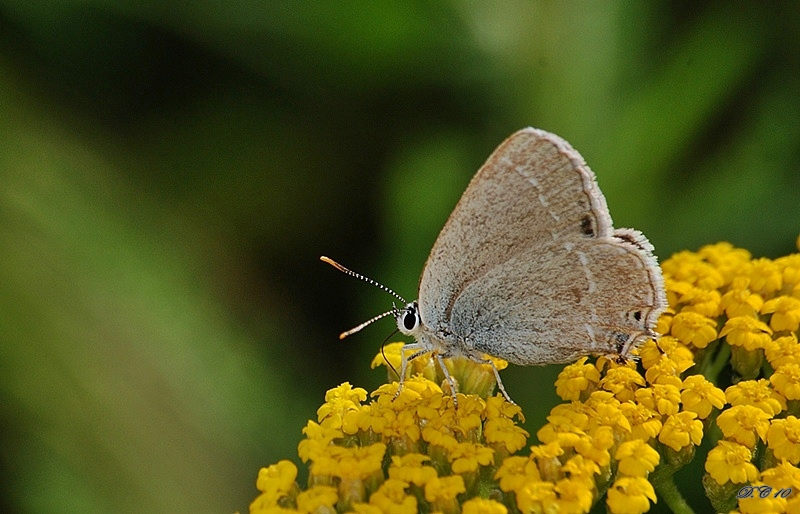
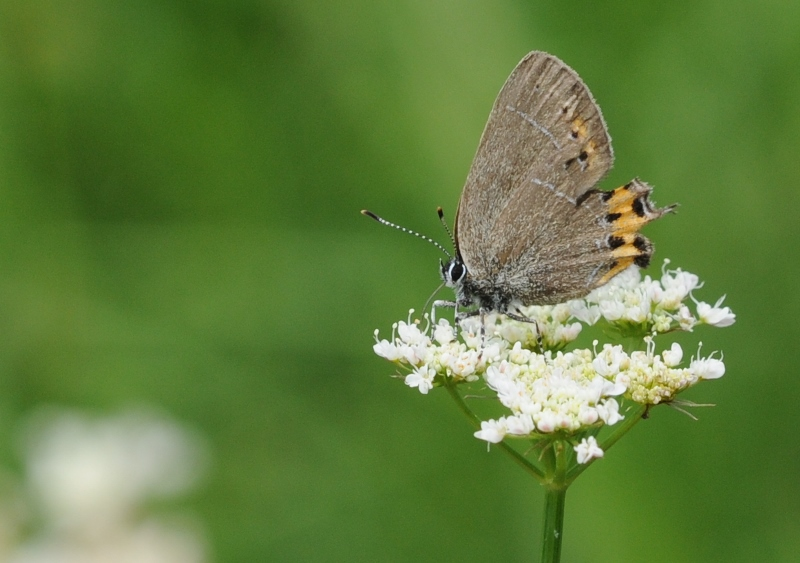
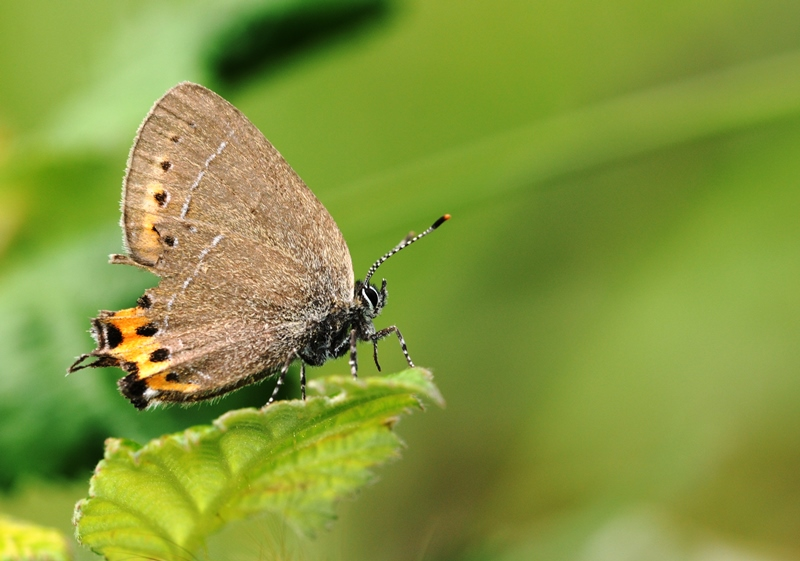